# Вирава (притока Лаборця)
Вирава (словац. Výrava) — річка, ліва притока річки Лаборець, протікає в округах Меджилабірці і Гуменне.
Довжина — 26,5 км.
Витік знаходиться в масиві Лаборецька Верховина на висоті приблизно 600 метрів.
Впадає в Лаборець на висоті 189,4 метра при селі Кошковце.